# Стари Словени
Стари Словени су представљали групу различитих племена која су живела у периоду пре Велике сеобе народа и раног средњег века (од 5. до 10. века), чија је племенска организација посредно довела до стварања данашњих словенских народа (преко словенских држава у касном средњем веку). Поред ове, познате су и средњенепарска и дунавско-панонска теорија о прапостојбини словена.
Први писани помен о народима који би се могли сматрати Словенима оставио је грчки историчар Херодот у 5. веку п. н. е. Први писани помен имена Словени датира из 6. века, када словенска племена насељавају велика пространства средње и источне Европе.

## Прапостојбина
По питању прапостојбине и граница простора на којем су живели стари Словени постоји низ различитих и међусобно противречних теорија.
По Висланско-одринској теорији Словени потичу са простора од реке Одре на западу, горњег и средњег тока Волге на истоку, Балтичког мора на северу и на југу до Карпата те средњих токова река: Буга, Дњепар и Дон.
Простор који су насељавали Словени био је богат шумама, равницама, рекама и језерима и мочварима, са умереном климом.
На исток су се словенска племена ширила у правцу горњег тока реке Волге и Оке. На југ су се Словени кретали према Дунаву, па уз њега на запад, насељавајући крајеве дуж притока Дунава и упадајући у Источно римско царство. На северу, Словени су се населили до 8. века до Ладошког језера, асимилујући локално балтичко и финско становништво.

## Анти и Склавини
Византијски историчари VI века познавали су два велика словенска народа – Анте и Склавине, уз напомену да назив Венеди замењује прва два. Готски историчар Јорданес наводи да су Венди, Анти и Склавини повезани и воде порекло од истог корена. Из његових извештаја се види да су Склавени били западна група јужне гране Словена, Анти источна група, а Венди северна група. Област насељавања Склавина према Јорданеса простирала се од града Новиетуна (Исакча на доњем Дунаву или Новиодун на Сави) и Мурсијског језера до Дњестра и Висле. Подручје распрострањења Венда по Јорданесу сматрало се „немерљивим пространствима“ од извора Висле и подножја Карпата на истоку и северу.
Прокопије Цезарејски примећује да „оба ова варварска племена имају исти живот и законе“, у „Стратегикону“ Псеудо-Мабрикију се наводи да Анти и Склавини „воде исти начин живота, имају исти морал“. Истовремено, уз све сличности, Византинци су, из непознатих разлога, разликовали два народа, па чак и њихове представнике у служби царства.
Према археологији, разлике између Анта (носилаца Пенковске културе) и Склавина (Праг-Корчак) биле су мале и тицале су се углавном погребног обреда и женске одеће. Можда су постојале разлике у дијалекту – Анти су могли позајмити велики број иранизама од аутохтоног скитско-сарматског становништва северних обала Црног мора. Имена многих локалних источнословенских богова (Хорс, Симаргл), као и сам етноним Анти су иранског порекла. Осим тога, Анти и Склавини су, очигледно, били велики племенски савези, не потпуно консолидовани, али способни за вођење координисане спољне политике – познате су амбасаде Византије код Анта, Авара код Склавина и Анта код Авара.

## Појава уније Словена
Појава уније Анта, по Јорданесу, око кнеза Божа, десила се пре 4. века. Историчари се посебно позивају на помињање Анта у Керчком натпису из 3. века, доказујући ову тезу. Највероватније, да је овај савез настао под утицајем контаката Словена са Готима, Скитима и Трачанима у области Черњаховске културе. Међутим, инвазија Хуна, која је довела до пропадања ове културе, успорила је развој Анта, стављајући их под утицај или чак под власт Хуна све до средине 5. века.

### Састав и територија уније
Јордан пише о Словенима средином 6. века:
"Иако се њихова имена сада мењају према различитим родовима и локалитетима, они се и даље претежно зову Склавени и Анти."
Тако су Анти под својим именом ујединили низ племенских група. О подели Словена на посебна племена говоре и Баварски географ, ал-Масуди и Повест минулих лета. Руска хроника потврђује Јорданесове информације:
"Од тих Словена разиђоше се Словени по земљи и названи су својим именима од места где су сели."
У „Повести” се такође указује на постојање савеза између источнословенских племена у време легендарног кнеза Кија:
"А тамо су Пољани, Древљани, Северани, Радимичи, Вјатичи и други живели су међу собом у миру. Дуљеби су живели уз реку Буг, где су сада Волињани, а Уличи и Тиверци су насељавали пределе уз Дњестар и поред Дунава."
Могуће је да су се нека од наведених племена 9. века формирала већ у античко доба, пошто је из византијских извора познато да су Балкан у периоду од 7.-8. века насељавала племена Драговити, Севери, Смоленски и други, познати и код источних Словена. Из других извора знамо за рано постојање племена Пољани и Дуљеби. Уопште, у доба велике покретљивости Словена, тешко је говорити о сталном саставу уније. Анти су имали концепт сопствене територије коју су насељавали, а покушавали су да се населе и на другим територијама и да их ставе под своју контролу. Једно од подручја експанзије биле су подунавске земље и Тракија. Идеје о контролисаној територији фиксиране су споразумима са Византијом:
"Цар Јустинијан је послао амбасадоре овим варварима, нудећи им да се сви населе на месту античког града Туриса. Јустинијан је обећао да ће им дати град и околно земљиште, да ће на све начине допринети њиховом пресељавању и платити им велики новац како би му постали савезници за будућност и увек били препрека Хунима, жељним пропасти Ромеја."

## Организација
Словени су били организовани по племенима на челу са племенским старешина. Они нису имали развијене својинске односе.
Поједини хроничари наводе да Словени често убијају своје вође на гозбама или путевима као и да живе слободно и у "демократији", подразумевајући тиме да немају централну власт и да је организација власти унутар племена била лабава.
Поједини Византинци саветују да се у борби са Словенима примени метода "завади па владај" као и подмићивање.

### Подела
Сеобе Словена су настављене до почетка 7. века. Тада су настале 3 групе словенских народа:
- Источни Словени (Руси, Белоруси, Русини и Украјинци),
- Западни Словени (Чеси, Пољаци, Моравци, Словаци, Кашуби, Панонски Русини и Лужички Срби) и
- Јужни Словени (Срби, Хрвати, Словенци, Црногорци, словенизовани Бугари, Македонци, Бошњаци, Буњевци и Горанци).

Поред три основне скупине, из којих су се развили савремени словенски народи, током раног средњег века постојала је још једна, средњословенска групација, којој су припадали Панонски Словени (на ширем простору бивше римске покрајине Паноније), као и Дачки Словени (на ширем простору бивше римске покрајине Дакије, северно од реке Дунава). Током потоњих времена, највећи део старог словенског становништва у областима Паноније и Дакије подлегао је постепеној мађаризацији, односно румунизацији.

## Исхрана и начин живота

### Исхрана
У прапостојбини Словени су се бавили ратарством и производили храну за своје потребе. Иако су услови за производњу били добри, глад је била честа.
Као и други народи Европе, Словени су више практиковали сточарство него пољопривреду.
Често су конзумирали просо, хељду, пшеницу, јечам, овас, раж, каше од проса на води или млеку, разне врсте зеља, млеко и млечне производе, месо, рибу, дивљач, медовину, пиво. За посебне прилике спремане су гозбе.
Гајили су пчеле и од меда справљали омиљено пиће, медовину. Да би добили плодно земљиште, крчили су шуме, где је труљењем лишћа настао плодни хумус.
У словенским селима складиштени су пољопривредни производи, најчешће просо или хељда.
Храна се конзумирала углавном из керамичких посуда, првенствено лонаца. На основу израде посуђа на ручном грнчарском витлу, украшене једноставним линеарним украсимо, разликујемо Словене од њихових суседа.
Поред керамичког користило се и дрвено посуђе. Словени су јели углавном дрвеним кашикама. Спремљени оброци се не би писали у засебне посуде, већ би сви јели из исте посуде.

### Начин живота
Различити извори описују старе Словене као: гостољубиве, ратоборне, простодушне, поносне, слободољубиве и самоуверене.
Прасловенска заједница распала се током 5. и 6 столећа, када се и јединствени словенски језик почиње делити и одвојено развијати.
Археолошки налази словенских насеобина од 5. до 8. столећа на широком европском подручју од Балтичког мора до Балканског полуострва, показују да су сви градили полуземунице, израђивали и украшавали керамичко посуђе и баштинили исте погребне обичаје.
Мртве су спаљивали и њихове остатке похрањивали у урне, све до примања Хришћанства.
Начин ратовања старих Словена био је изразито герилски. Вешто су се сналази у шумама и уз руке а мање у борбама на отвореном против организованих војски.
Већина ратника користила је кратка копља и мале штитове а богатији слојеви велике и тешке штитове. Користили су и дрвене лукове и стреле, које су некада биле натопљене отровом. Псеудо-Маврикије наводи да су Словени "слободни и да никако не дозвољавају да буду поробљени" као и да су многољудни и издржљиви у разним околностима и условима.
Трагови словенске писмености нису опстали у археологији. Поједини извори наводе да су Словени писали и рачунали помоћу руна (рабоша).
Познато је да су стари Словени свирали неколико жичаних инструмената.
Стари Словени су добро познавали анатомију што се види на основу постојања бројних старих назива за делове тела. Услед недостатка извора не знамо засигурно од чега су боловали али се претпоставља да су то биле куга, маларија и дизентерија. Лекови које су користили били су махом животињског и биљног порекла. Ређе су се у медицинске сврхе користили минерали, сумпор и со.
Већа насеља су била кружног или правоугаоног облика (ради боље заштите), заштићена земљаним бедемима.
Занатство се зачело у оквиру кућне радиности. Ковачи, дрводеље (људи који израђују предмете од дрвета) и грнчари су израђивали посуђе, оруђа за обраду земље, оружје и чамце. Стари Словени су се трговином почели бавити тек у 6. веку.

## Изглед
По питању физичког изгледа Словене неколико путописаца описује као високе, крупне, светле пути, углавном риђе или плаве. Мешањем са илирским, трачким, грчким и другим становништвом Балкана, Словени су као популација трајно променили свој физички изглед, због чега један писац на почетку 9. столећа Словене дели на оне на Балканом полусотрву за које наводи да имају браон косу и загаситу кожу и оне Словене дубоко у континенту, на северу, који имају светлу боју косе.
Псеудо-Маврикије за Словенке наводи да су "честите изнад сваке људске природе" и наводи да многе жене у Словена извршавају самоубиство након смрти супруга.
Познато је да су жене у словенским племенима носиле накит, посебно минђуше и огрлице, често прављене од шкољки, љуштура пужева или стаклених перли.

## Веровања
Стари Словени су као бића са душом или демоне поштовали: изворе и језера, брда, шуме, дрвеће, пећине, шикаре, птице, друге животиње, Месец, Сунце, звезде и ватру.
Перун као бог муње и грмљавине имао је посебно место у веровању старих Словена. За њега се везују бројни топоними, као и цвет перуника.
Заштитник ситне стоке, бог мртвих и вукова Дабог, био је истакнуто божанство, посебно код Срба. Према истраживању Веселина Чајкановића, Дабог је био врховно српско божанство.
Мокош је била богиња судбине и рађања. Трагови њеног култа пронађени су на више локалитета.
Словени су веровали да се пол детeта може утврдити тако што трудна жена седне и прекрсти ноге, неко је позове да устане; уколико прво стане на десну ногу, дете ће бити мушко, ако стане на левну, биће женско.
Бројни обичаји сачуван до данас, као што су додоле, слава, обредни хлеб, уношење сламе у кућу за Божић, бадњак, обичаји везани за кокошњи Божић и други, имају своје старословенско паганско исходиште.
Стари Словени су имали заједничка божанства, културу, језик и обичаје. Они су били многобошци, тј. веровали су у више богова:
- Перун (њихов врховни бог и бог грома и неба),
- Сварог (бог неба и заштитник ковачког заната),
- Велес или Волос (бог поља, пашњака, шума, усева, стоке и дивљих животиња),
- Весна (богиња пролећа),
- Белобог (бог светлости, успеха и среће),
- Дабог, Дајбог, Дажбог, Даждбог или Даба (бог сунца и кише),
- Јарило, Јаро или Јаровид (бог рата, нове препородне снаге, пролећне вегетације и плодности),
- Купала или Купало (богиња плодности, обиља и весеља),
- Лада (богиња лета, љубави и лепоте),
- Мокош, Мокоша или Мокошка (богиња плодности, заштитница жена и женских послова),
- Морана, Мора, Морена, Марана или Маржана (богиња смрти и зиме),
- Радгост (бог домаћинства, односно заштитник куће, укућана и њиховог напретка),Фигуре старословенских божанства
- Рујевит, Руђевид или Ругевит (бог који се везује са Сунцем односно летњим делом године када ватрено Сунце влада),
- Световид или Световит (бог обиља и рата, сматра се да се Видовдан прославља овим паганским божанством),
- Стрибог (бог река, потока, ваздушних и водених струјања),
- Триглав (бог рата),
- Хорс (бог сунца).

У част својих богова Стари Словени су израђивали кипове својих богова – идоле са четири главе, или са једном главом и више лица. Изграђивали су и храмове, претежно од дрвета. После примања хришћанства ти храмови су спаљивани или пропадали сами од себе.
Поред божанстава, Стари Словени су обожавали природу. Створили су бројне култове:
- духове вода,
- духове шума,
- духове поља,
- духове светих извора,
- духове брда...

Од 9. века Словени су постепено прелазили на хришћанство.

## Статистике
Словени су до 12. века чинили језгро становништва у великом броју средњовековних хришћанских држава:
- Источни Словени у Кијевској Русији,
- Јужни Словени у Бугарској, Хрватској, Босни и Србији и
- Западни Словени у Пољској и Светом римском царству (Померанија, Бохемија и Моравија).

До 6. века, разне иранске етничке групе у источној Европи, као што су Скити, Сармати и Алани, биле су асимиловане и апсорбоване (словенизоване) од стране Старих Словена у областима које су заједнички насељавали.

## У популарној култури
Пољски романтичарски песник Адам Мицкјевич је 1840. надахнуто и маштовито описивао територије старих Словена.